# Le Paltoquet
Le Paltoquet je francouzský hraný film z roku 1986, který režíroval Michel Deville podle románu On a tué pendant l'escale od Franze-Rudolpha Falka. Snímek měl světovou premiéru dne 13. srpna 1986.

## Děj
Každý večer se setkávají čtyři muži, novinář, lékař, obchodník a profesor, aby si zahráli bridž. Jednoho večera přijíždí komisař vyšetřovat vraždu.

## Obsazení
| Michel Piccoli    | barman přezdívaný Mamlas |
| Fanny Ardant      | slečna Lotte             |
| Daniel Auteuil    | novinář                  |
| Richard Bohringer | doktor                   |
| Philippe Léotard  | obchodník                |
| Jeanne Moreau     | nájemkyně                |
| Claude Piéplu     | profesor                 |
| Jean Yanne        | komisař                  |
| Yves Belluardo    | bezdomovec               |